# Zespół sympatykomimetyczny
Zespół sympatykomimetyczny (inaczej toksydrom sympatykomimetyczny, przełom adrenergiczny) – stan wywołany nadmiarem krążących katecholamin, powodujący silne pobudzenie układu autonomicznego współczulnego, zarówno w obrębie ośrodkowego układu nerwowego jak i na obwodzie. Najczęstszymi przyczynami są zatrucia narkotykami i dopalaczami (np. kokainą i amfetaminą) i przedawkowanie leków sympatykomimetycznych. Bardzo rzadko występuje w przebiegu guza chromochłonnego. Jest stanem zagrożenia życia dla osób z chorobami kardiologicznymi, jako że powoduje ekstremalne skoki ciśnienia i tachykardię. W leczeniu stosuje się wysokie dawki diazepamu bądź innych benzodiazepin, wespół z beta-adrenolitykami np. labetalolem oraz fentolaminą.

## Objawy
Są kombinacją pobudzenia układu współczulnego i objawów zażycia narkotyków bądź leków. W przebiegu zespołu:
- świadomość jest zachowana
- pacjent jest pobudzony, agresywny, obecny słowotok
- skóra jest spocona (różnicowanie z zespołem antycholinergicznym)
- występuje wzrost temperatury ciała
- źrenice są szerokie
- obecna jest tachykardia
- ciśnienie krwi jest bardzo wysokie
- może wystąpić dławica piersiowa
- bezsenność
- duszność

W skrajnych przypadkach mogą się pojawić:
- majaczenia
- ostre zaburzenia psychotyczne
- gwałtowny wzrost temperatury ciała aż do hipertermii
- zlewne poty
- drgawki z ryzykiem stanu drgawkowego
- wzrost ciśnienia tętniczego >200/100 mm Hg
- zaburzenia rytmu i przewodzenia

Zespół przebiega bardzo podobnie do antycholinergicznego, rozpoznanie ułatwia fakt, że w zespole sympatykomimetycznym skóra jest wilgotna, a w antycholinergicznym sucha.

## Leczenie
Brak jest specyficznych odtrutek, leczenie wyłącznie objawowe.
- Zacząć od diazepamu w dawce 5–10 mg dożylnie aż do uzyskania poprawy klinicznej. Jeśli wystąpią drgawki niereagujące na diazepam należy rozważyć należy ciągły wlew dożylny midazolamu lub tiopentalu[1].
- W celu obniżenia ciśnienia przed podaniem beznodiazepin podaje się nitroglicerynę we wlewie[1]. W następnej kolejności można zastosować dożylnie labetalol lub fentolaminę z β-adrenolitykiem[2].
- W razie wystąpienia hipertermii mimo stosowania benzodiazepin należy zacząć ochładzanie pacjenta oraz rozważyć podanie leków zwiotczających mięśnie i rozpoczęcie wentylacji mechanicznej[1].
- Monitorowanie stanu chorego, w razie potrzeby intubacja i mechaniczna wentylacja oraz agresywne leczenie przeciwnadciśnieniowe[1].